# Deelemania gabonensis
Espèce
Deelemania gabonensis est une espèce d'araignées aranéomorphes de la famille des Linyphiidae.

## Distribution
Cette espèce est endémique du Gabon.

## Description
Le mâle holotype mesure 1,43 mm et la femelle paratype 1,34 mm.

## Étymologie
Son nom d'espèce, composé de gabon et du suffixe latin -ensis, « qui vit dans, qui habite », lui a été donné en référence au lieu de sa découverte, le Gabon.

## Publication originale
- Jocqué, 1983 : Notes sur les Linyphiidae (Araneae) d'Afrique II. Sur quelques représentants du Gabon. Bulletin du Muséum d'Histoire Naturelle, Paris, section A, sér. 4, vol. 5, no 2, p. 619-631.